# Cotaia (cantão)
Cotaia (em grego: Κοτάια; romaniz.: Kotáia; em armênio: Կոտայք; romaniz.: Kotayk’), segundo a Geografia de Ananias de Siracena (século VII), foi um gavar (cantão) da província de Airarate, no Reino da Armênia. Compreendia uma área de 860 quilômetros quadrados na margem esquerda do vale do curso inferior do rio Razdã. Nele, localizava-se a fortaleza de Erevã (a Erebuni urartiana), capital da atual Armênia. No século IV, era dos um territórios que compunham os domínios reais da dinastia arsácida. No tempo que a Armênia era uma província do Império Sassânida, era um dos territórios governados diretamente pelo marzobã (governador). Em 591, com a concessão de vastas porções da Armênia ao imperador Maurício (r. 582–602) pelo xainxá Cosroes II (r. 590–628), foi incorporado na recém-fundada província da Armênia Inferior.